# بریونه
بریونه (به ایتالیایی: Brione) یک کومونه در ایتالیا است که در استان برشا واقع شده‌است. بریونه ۶٫۸۹ کیلومتر مربع مساحت و ۷۲۱ نفر جمعیت دارد و ۸۹۳ متر بالاتر از سطح دریا واقع شده‌است.